# Caieta
Nella mitologia romana, Caieta era la nutrice di Enea. La città di Gaeta, nel Lazio meridionale, secondo la leggenda fu fondata nel luogo della sua morte e da lei prese questo nome.

## Il mito

### Origini
Caieta era famosa per aver badato a Enea sin dalla tenera età, l'eroe era molto affezionato alla donna e anche dopo la sua morte le riservò ogni sorta di riguardo. Si aggregò a Enea quando fuggì da Troia presa dagli Achei.

### La morte

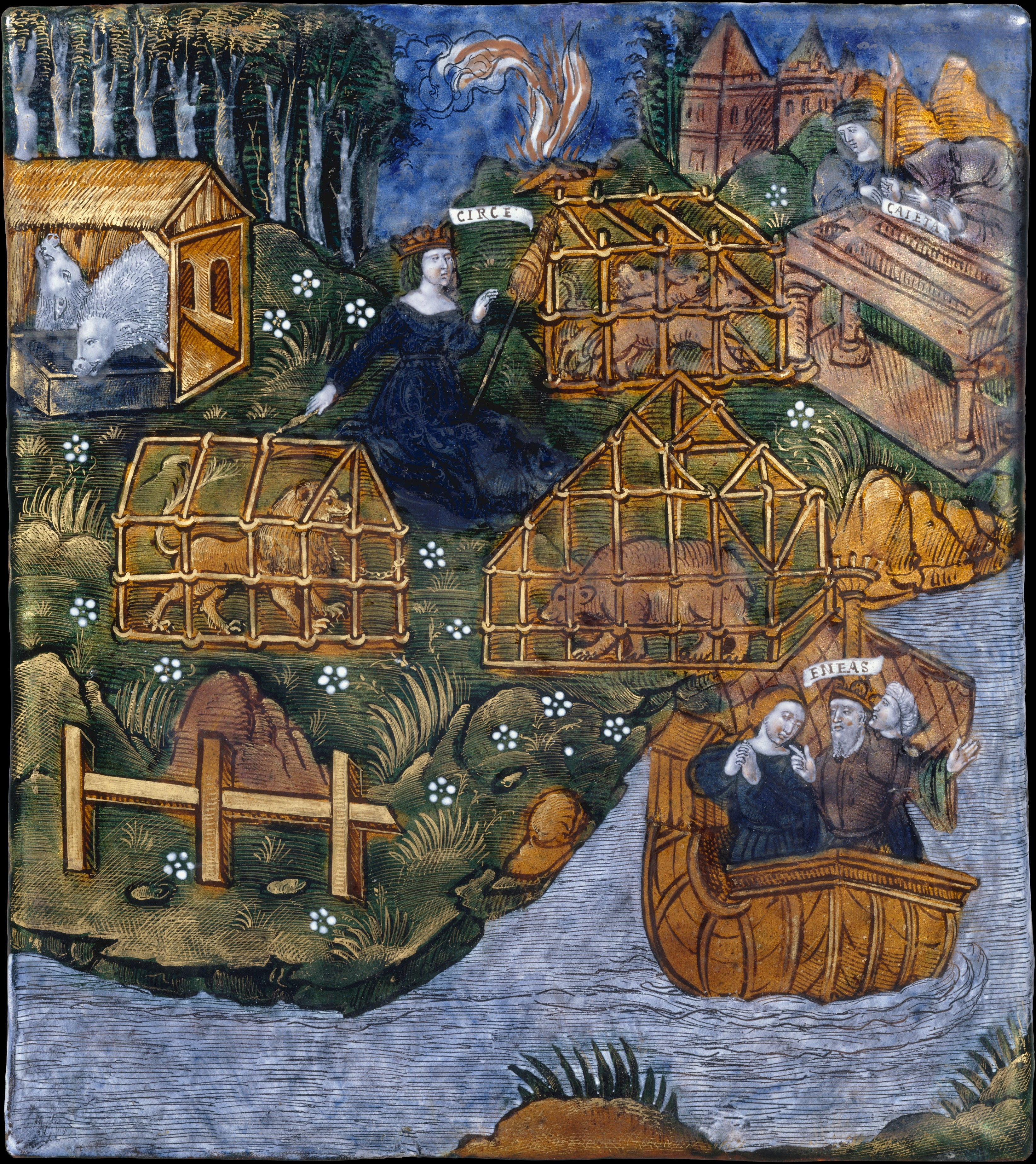
Miniatura con Enea che lascia il luogo dove ha eretto la tomba di Caieta.

Contrariamente alla maggior parte delle donne troiane, che preferirono fermarsi in Sicilia, Caieta seguì Enea anche nel Lazio, e vi morì appena giunta nel luogo che poi secondo la leggenda assunse il suo nome: l'attuale Gaeta. Si narra molto della sua fine, alcuni autori arrivano a descrivere minuziosamente il rito funebre della cremazione, ricordando che sulla tomba vi era una piccola frase come epitaffio alla memoria. Secondo una delle versioni del mito il luogo della sua morte e sepoltura (Gaeta) era stata una delle mete degli Argonauti.

## Pareri secondari
Il nome ricorre a volte come nutrice di Ascanio, a volte come moglie di Enea.

## Iconografia
- Caieta appare con Enea, Anchise e Ascanio nell'affresco Incendio di Borgo, opera di Raffaello Sanzio.

## Omaggi
- Oltre alla città di Gaeta il suo nome identifica uno dei crateri di Dione.